# Медоро (Терамо)
Медоро (итал. Medoro) је насеље у Италији у округу Терамо, региону Абруцо.
Према процени из 2011. у насељу је живело 19 становника. Насеље се налази на надморској висини од 173 м.